# Berlinale 2004
La Berlinale 2004, 54e édition du festival international du film de Berlin (54. Internationalen Filmfestspiele Berlin), s'est tenue du 5 au 15 février 2004.

## Jury
- Frances McDormand (États-Unis) - présidente du jury
- Maji-da Abdi (Éthiopie)
- Valeria Bruni Tedeschi (Italie)
- Samira Makhmalbaf (Iran)
- Peter Rommel (Allemagne)
- Gabriele Salvatores (Italie)
- Dan Talbot (États-Unis)

## Sélections

### Compétition
La sélection officielle en compétition se compose de 23 films.
| Titre                                                          | Réalisation             | Pays         | Distribution                                                            |
| -------------------------------------------------------------- | ----------------------- | ------------ | ----------------------------------------------------------------------- |
| 20 30 40                                                       | Sylvia Chang            | Taïwan       | Sylvia Chang, Rene Liu, Angelica Lee                                    |
| 25 degrés en hiver                                             | Stéphane Vuillet        | Belgique     | Jacques Gamblin, Carmen Maura, Ingeborga Dapkūnaitė, Raphaëlle Molinier |
| The Beautiful Country                                          | Hans Petter Moland      | Norvège      | Damien Nguyen, Nick Nolte, Tim Roth, Bai Ling, Temuera Morrison         |
| Before Sunset                                                  | Richard Linklater       | États-Unis   | Ethan Hawke, Julie Delpy                                                |
| Confidences trop intimes                                       | Patrice Leconte         | France       | Sandrine Bonnaire, Fabrice Luchini, Michel Duchaussoy                   |
| Daybreak (Om jag vänder mig om)                                | Björn Runge             | Suède        | Pernilla August, Jakob Eklund, Leif Andrée, Marie Richardson            |
| Les Disparues (The Missing)                                    | Ron Howard              | États-Unis   | Tommy Lee Jones, Cate Blanchett, Evan Rachel Wood, Aaron Eckhart        |
| Eléni : La Terre qui pleure (Trilogia - To Livadi pou dakrizi) | Theo Angelopoulos       | Grèce        | Alexandra Aïdini (el), Nikos Poursanidis (el), Giorgos Armenis          |
| Et la nuit chante (Die Nacht singt ihre Lieder)                | Romuald Karmakar        | Allemagne    | Frank Giering, Anne Ratte-Polle, Manfred Zapatka, Marthe Keller         |
| Feux rouges                                                    | Cédric Kahn             | France       | Jean-Pierre Darroussin, Carole Bouquet, Vincent Deniard                 |
| Final Cut (The Final Cut)                                      | Omar Naim               | Canada       | Robin Williams, Mira Sorvino, Jim Caviezel                              |
| Le Fils d'Elias (El abrazo partido)                            | Daniel Burman           | Argentine    | Daniel Hendler, Adriana Aizemberg, Jorge D'Elía                         |
| Head-On (Gegen die Wand)                                       | Fatih Akin              | Allemagne    | Birol Ünel, Sibel Kekilli, Catrin Striebeck, Meltem Cumbul              |
| In My Country (Country of My Skull)                            | John Boorman            | Royaume-Uni  | Samuel L. Jackson, Juliette Binoche, Brendan Gleeson                    |
| In Your Hands (Forbrydelser)                                   | Annette K. Olesen       | Danemark     | Ann Eleonora Jørgensen, Trine Dyrholm, Nicolaj Kopernikus               |
| Just a Kiss (Ae Fond Kiss)                                     | Ken Loach               | Royaume-Uni  | Atta Yaqub, Eva Birthistle                                              |
| Maria, pleine de grâce (María, llena eres de gracia)           | Joshua Marston          | États-Unis   | Catalina Sandino Moreno, Yenny Paola Vega, Wilson Guerrero              |
| Monster                                                        | Patty Jenkins           | États-Unis   | Charlize Theron, Christina Ricci                                        |
| Primo amore                                                    | Matteo Garrone          | Italie       | Vitaliano Trevisan, Michela Cescon, Elvezia Allari, Paolo Capoduro      |
| Samaria                                                        | Kim Ki-duk              | Corée du Sud | Kwak Ji-min, Seo Min-jeong, Lee Eol                                     |
| Triple Agent                                                   | Éric Rohmer             | France       | Katerina Didaskalou (en), Serge Renko, Cyrielle Clair                   |
| Svjedoci                                                       | Vinko Brešan            | Croatie      | Leon Lučev, Alma Prica, Mirjana Karanović                               |
| La vida que te espera                                          | Manuel Gutiérrez Aragón | Espagne      | Juan Diego, Luis Tosar, Marta Etura, Clara Lago                         |

### Hors compétition
3 films sont présentés hors compétition.
- Retour à Cold Mountain (Cold Mountain) d'Anthony Minghella
- Lightning in a Bottle d'Antoine Fuqua
- Tout peut arriver (Something's Gotta Give) de Nancy Meyers

## Palmarès
- Ours d'or : Head-On (Gegen die Wand) de Fatih Akin (Turquie-Allemagne)
- Ours d'argent (Grand prix du jury) : Le Fils d'Elias (El abrazo partido) de Daniel Burman
- Ours d'argent du meilleur acteur : Daniel Hendler pour Le Fils d'Elias (El abrazo partido)
- Ours d'argent de la meilleure actrice : ex æquo Charlize Theron pour Monster et Catalina Sandino Moreno pour Maria, pleine de grâce (María, llena eres de gracia)
- Ours d'argent du meilleur réalisateur : Kim Ki-duk pour Samaria
- Ours d'argent de la meilleure musique de film : Banda Osiris pour Primo amore

- Ours d'or d'honneur : Fernando Solanas
- Caméra de la Berlinale : Rolf Bähr, Erika Rabau, Willy Sommerfeld et Regina Ziegler